# Amazing Stories (Zeitschrift)

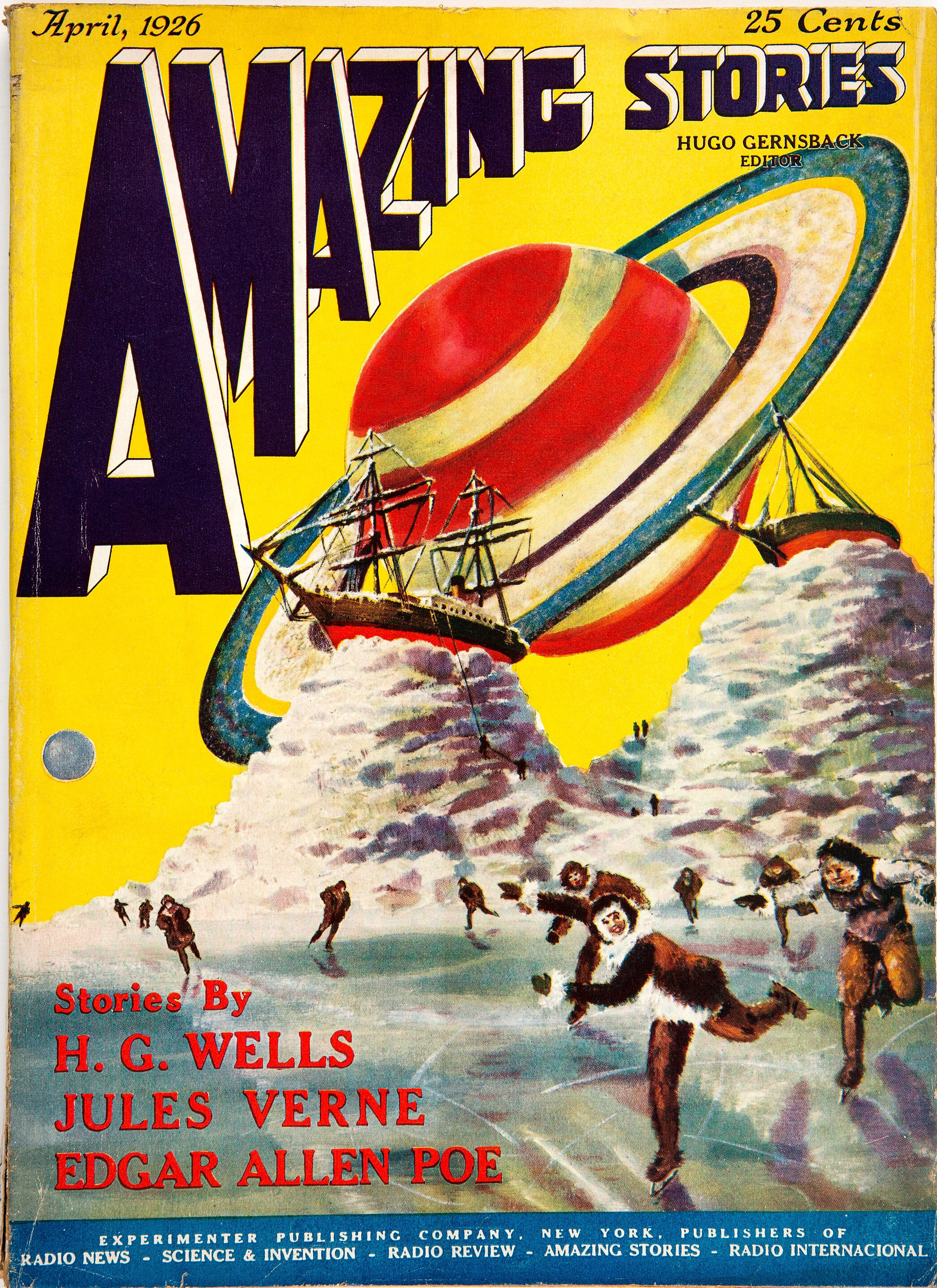
Titelblatt der Erstausgabe vom April 1926

Amazing Stories war ein US-amerikanisches Science-Fiction-Magazin, das zum ersten Mal im April 1926 als Pulp-Magazin erschien. Verleger und Herausgeber war anfangs der Science-Fiction Autor Hugo Gernsback. Amazing Stories war das erste Science-Fiction-Magazin in den Vereinigten Staaten. Es wurde zum Vorbild für zahlreiche weitere Periodika in dem noch jungen Genre Science-Fiction und begründete die Ära der so genannten Pulp-Magazine.

## 1926 bis 1928: Die ersten Jahre unter Hugo Gernsback
Der Verleger Hugo Gernsback brachte im April 1926 mit der Erstausgabe von Amazing Stories eine Ergänzung zu dem Genre der in den USA beliebten Fiction Magazines. Amazing Stories – The Magazin of Scientification lautete der offizielle Titel und sollte den Lesern Autoren der „Scientification“ (der Begriff wurde erst 1929 in das heute gebräuchliche „Science-Fiction“ umgewandelt) wie beispielsweise Jules Verne, Edgar Allan Poe oder H. G. Wells bekannt machen. Die Ausgabe des in New York produzierten Magazines war mit 25 Cent und der angesprochenen Zielgruppe der amerikanischen männlichen Jugendlichen vergleichsweise günstig. In der Anfangszeit erschien das Magazin einmal im Monat. Markantes Erkennungsmerkmal der Frühzeit von Amazing Stories sollten die von dem aus Österreich-Ungarn in die USA eingewanderten Zeichner Frank Rudolph Paul erstellten Cover werden, die futuristische Szenen nach damaliger Vorstellung bildlich umsetzten.
In der Anfangszeit des Magazins griff Gernsback noch auf weniger bekannte Werke berühmter Autoren zurück. Junge Schriftsteller des sich gerade herausbildenden literarischen Genres der Science-Fiction nutzten aber in den kommenden Jahren verstärkt die sich ihnen mit Amazing Stories und anderen Pulp-Magazinen bietende Plattform. Bereits in der vierten Ausgabe war der später auch als Drehbuchautor und Filmregisseur bekannte Curt Siodmak mit seinem Erstlingswerk „Die Eier vom Tanganjika See“ in Amazing Stories vertreten. In den nächsten Ausgaben wechselten ältere Beiträge etablierter Autoren wie beispielsweise Garrett P. Serviss’ Werk „A Columbus in Space“ (1909 geschrieben), Edgar Rice Burroughs „The Land that Time Forgot“ (1918) oder Abraham Merritts „The Moon Pool“ (1918) und „A Face in the Abyss“ (1923) mit den Erstbeiträgen unbekannter junger Autorentalente ab. Im Dezember 1926 erreichte Clare Winger Harris mit ihrem Erstlingswerk „The Fate of the Poseidonia“ den dritten Platz bei einem Autorenwettbewerb von Amazing Stories und wurde später regelmäßige Mitarbeiterin und Autorin bei dem Magazin. Harris gilt heute als erste Frau, die in einem Science-Fiction Magazin unter eigenem Namen erfolgreich publizierte.

## 1929 bis 1938: Vor dem Zweiten Weltkrieg
Im April 1929 verließ Gernsback Amazing Stories und startete mit Amazing Stories Annual, eine Schwesterzeitschrift zu Amazing Stories, und Science Wonder Stories gleich die nächsten Pulp-Magazine. Ihn ersetzte ab Mitte 1929 Arthur Lynch, der aber lediglich bei fünf Ausgaben als Herausgeber fungierte. Ihm folgte im November 1929 T.O’Connor Sloane, seit der ersten Ausgabe von Amazing Stories als Leitender Redakteur tätig. Sloane wirkte als Herausgeber bis April 1938. Er war im täglichen Umgang mit seinen Autoren noch träger als Gernsback. Reaktionen auf eingesandte Manuskripte ließen lange auf sich warten. Auch sonst stagnierte die Entwicklung von Amazing Stories. Als im Januar 1930 mit Astounding Stories of Super Science eine ernsthafte Konkurrenz auf den Markt der Science-Fiction Pulp-Magazine kam, wanderten viele der bisherigen Amazing-Stories-Autoren dorthin ab und die Anzahl der verkauften Exemplare sank drastisch.
Trotzdem publizierten in dieser Zeit zahlreiche neue und später bekannte Science-Fiction-Autoren wie Jack Williamson, John W. Campbell, Clifford D. Simak, John Wyndham und E.E. „Doc“ Smith ihre Erstlingswerke bei Amazing Stories.

## 1939 bis 1949: Die Palmer-Jahre

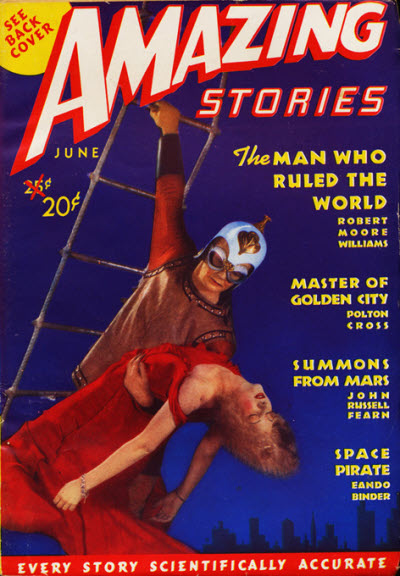
Amazing Stories Ausgabe Juni 1938

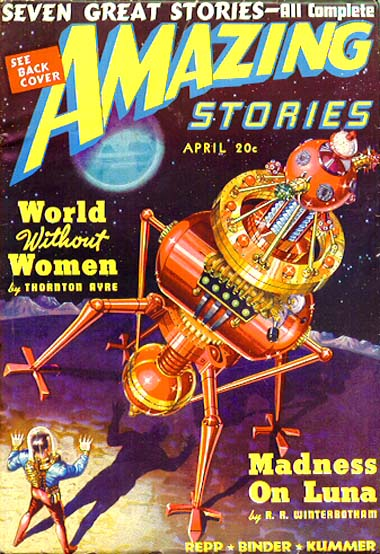
Amazing Stories Ausgabe April 1939

Im Juni 1938, Amazing Stories erschien mittlerweile mit der 3. Ausgabe des 12. Jahrgangs, übernahm Raymond A. Palmer das Amt des Herausgebers. Im Januar des gleichen Jahres hatte das Magazin schon den Verlag gewechselt und erschien nun bei Ziff Davis. Grund dafür waren der anhaltende Erfolgsrückgang des Magazins. Die Zahl der verkauften Exemplare sank seit Mitte der 1930er Jahre kontinuierlich und ab Oktober 1935 wechselte man erstmals seit 1926 zu einem zweimonatlichen Erscheinungsrhythmus. Palmer, Leser und Fan von Amazing Stories der ersten Stunde, sollte das Magazin wieder zu dem Erfolg der ersten Jahre bringen. Palmer legte, im Gegensatz zu Gernsback, weniger Wert auf wissenschaftliche Genauigkeit (und versprach trotzdem auf dem Titelbild der ersten, von ihm herausgegebenen Ausgabe: EVERY STORY SCIENTIFICALLY ACCURATE), sondern versprach seinen Lesern zukünftig „...Rasanz, spannende Abenteuer und Romantik“.
Das Layout des Covers wurde modernisiert, ein Backcover wurde ausprobiert und aufgrund der positiven Resonanz beibehalten. Für seine erste Ausgabe wählte Palmer für das Cover statt einer Zeichnung ein Foto eines Raumfahrers, der eine bewusstlose Frau über dem Arm trägt, was im Gegensatz zu den bisherigen Zeichnungen von Paul und dessen Nachfolger sehr modern wirkte. Allerdings kehrte man nach kurzer Zeit wieder zu den bewährten gezeichneten Coverbildern unterschiedlichster Künstler für Front- und Backcover zurück. Der Preis des Magazins wurde um 5 Cent auf 20 Cent gesenkt. Zu dem eigentlichen Inhalt, den Science-Fiction-Kurzgeschichten oder monatlichen Fortsetzungen, wurden nun ergänzende Autorenbiographien veröffentlicht. In einer Korrespondenzecke konnten gleichgesinnte Leserinnen und Leser Kontakte knüpfen und Adressen austauschen, ein Bereich für Sammler wurde eingerichtet – der Beginn eines organisierten Science-Fiction-Fandoms. Palmer war mit seiner Arbeit und seinen Ideen erfolgreich und Popularität und Verkaufszahlen von Amazing Stories nahmen wieder zu. Die Aprilausgabe des Jahres 1939 wurde sogar einer auf dem Gelände der New Yorker Weltausstellung vergrabenen Zeitkapsel beigelegt.
Bereits im Oktober 1938 konnte man zu einem monatlichen Erscheinungsrhythmus zurückkehren, den man, bis auf eine Unterbrechung 1943 bis 1946 und 1954 bis 1955 (hier erschien Amazing Stories wieder im Zweimonatsrhythmus) bis Mitte 1965 beibehalten konnte. 1943 konnte der Preis des Magazins problemlos um 10 Cent erhöht werden, allerdings hatte Amazing Stories zu der Zeit auch den doppelten Umfang.
Unter Palmers Herausgeberschaft erschien im März 1945 mit „I Remember Lemuria“ die erste Geschichte von Richard Sharpe Shaver. Shaver schrieb über eine uralte unterirdische Zivilisation, die so genannten „Deros“ (Detrimental Robots = Schädliche Roboter). Diese hochtechnisierte Rasse, die auch UFOs benutzte, war in seinen Geschichten für Unfälle und Katastrophen sowie für grausame Experimente an Menschen verantwortlich. Shaver behauptete von Anfang an, dass seine Geschichten, die sich bei der Leserschaft immer größerer Beliebtheit erfreuten, auf Tatsachen beruhen und er in Kontakt mit den Deros stehen würde. Palmer bestätigte den Wahrheitsgehalt von Shavers Geschichten. Dies führte in kürzester Zeit zu dem Phänomen des so genannten Shaverism: die Verkaufszahlen der Amazing-Stories-Ausgaben, in denen Shavers Geschichten immer mehr Platz eingeräumt wurde, stiegen deutlich an, Leserzuschriften mit Bezug auf Shavers Geschichten gingen im vierstelligen Bereich beim Verlag ein und es bildeten sich zahlreiche Shaver-Zirkel und -Kreise, in denen Shavers Behauptungen geglaubt und diskutiert wurden. Es kam zu heftigen Disputen innerhalb der noch jungen amerikanischen Science-Fiction-Szene. Als Palmer 1949 Amazing Stories verließ – auch aufgrund der Kontroverse um das Shaver Mystery –, reduzierten sich auch Shavers Beiträge bei Amazing Stories, nachdem auf dem Höhepunkt zum Beispiel die Juniausgabe 1947 praktisch ausschließlich Shaver-Mystery-Geschichten enthalten hatte. Das von einem Teil der Leserschaft vehement kritisierte Übergewicht von Shaver-Material hatte den Herausgeber William Bernard Ziff bewogen, hier einzuschreiten.
Howard Browne übernahm von Palmer das Amt des Herausgebers von Amazing Stories. Generell nahmen in den Nachkriegsjahren die Auflagenzahlen der Pulp Magazine ab. Das neue Format der Pocket Books erwies sich zunehmend als ernsthafte Konkurrenz. Browne plante, in Absprache mit dem Verlag, die Umwandlung von Amazing Stories in ein wertiges Hochglanzmagazin bei gleichzeitigem Einstellen anderer, unrentabler Pulp Magazine. Das Budget und damit auch die Honorare wurde deutlich erhöht und bekannte SF-Autoren wie Isaac Asimov oder Theodore Sturgeon sollten mit ihren neuen Geschichten als Zugpferde für diese neue Ära dienen. Im Frühjahr 1950 wurde eine interne Testausgabe erstellt und der Start der neuen Amazing Stories war für den April 1951 und damit pünktlich zum 25-jährigen Jubiläum der Erstausgabe des Magazins geplant. Der im Juni 1950 ausbrechende Koreakrieg führte allerdings zu drastischen Budgetkürzungen und die Pläne für eine Neuorientierung wurden aufgegeben. Als Konsequenz zog sich Browne aus dem Tagesgeschäft der Redaktion zurück und überließ dieses William Hamling und Lila Shaffer.

## Bibliographie
Herausgeber
Die untenstehende Tabelle folgt den Angaben im Impressum. Die tatsächliche Verantwortlichkeit für den Inhalt der Ausgabe kann von dieser Angabe abweichen.
| Zeitraum                                             | Herausgeber          |
| ---------------------------------------------------- | -------------------- |
| April 1926 – April 1929                              | Hugo Gernsback       |
| November 1929 – Mai 1938                             | T. O’Conor Sloane    |
| Juni 1938 – Dezember 1949                            | Raymond A. Palmer    |
| Januar 1950 – August 1956                            | Howard Browne        |
| September 1956 – November 1958                       | Paul W. Fairman      |
| Dezember 1958 – Juni 1965                            | Cele Goldsmith Lalli |
| August 1965 – Oktober 1967                           | Joseph Ross          |
| Dezember 1967 – September 1968                       | Harry Harrison       |
| November 1968 – Januar 1969                          | Barry N. Malzberg    |
| März 1969 – Februar 1979                             | Ted White            |
| Mai 1979 – September 1982                            | Elinor Mavor         |
| November 1982 – Juli 1986                            | George H. Scithers   |
| September 1986 – März 1991                           | Patrick Lucien Price |
| Mai 1991 – Winter 1995 und Sommer 1998 – Sommer 2000 | Kim Mohan            |
| September 2004 – Dezember 2004                       | Dave Gross           |
| Januar 2005 – März 2005                              | Jeff Berkwits        |
| seit Juli 2012                                       | Steve Davidson       |

Verlag
| Zeitraum                       | Verlag                          | Ort                      |
| ------------------------------ | ------------------------------- | ------------------------ |
| April 1926 – Juni 1929         | Experimenter Publishing         | New York                 |
| Juli 1929 – Oktober 1930       | Experimenter Publications       | New York                 |
| November 1930 – September 1931 | Radio-Science Publications      | New York                 |
| Oktober 1931 – Februar 1938    | Teck Publishing Corporation     | New York                 |
| April 1938 – Februar 1951      | Ziff Davis                      | Chicago                  |
| März 1951 – Juni 1965          | Ziff Davis                      | New York                 |
| August 1965 – Februar 1979     | Ultimate Publishing             | New York                 |
| Mai 1979 – Juni 1982           | Ultimate Publishing             | Scottsdale, Arizona      |
| September 1982 – Mai 1985      | Dragon Publishing               | Lake Geneva, Wisconsin   |
| Juli 1985 – Winter 1995        | TSR                             | Lake Geneva, Wisconsin   |
| September 2004 – März 2005     | Paizo Publishing                | Bellevue, Washington     |
| seit Juli 2012                 | Experimenter Publishing Company | Hillsboro, New Hampshire |

Titel
Der Titel des Magazins wechselte mehrfach:
| Zeitraum                      | Titel                                                           |
| ----------------------------- | --------------------------------------------------------------- |
| April 1926 – Februar 1958     | Amazing Stories                                                 |
| März 1958 – April 1958        | Amazing Science Fiction                                         |
| Mai 1958 – September 1960     | Amazing Science Fiction Stories                                 |
| Oktober 1960 – Juli 1970      | Amazing Stories                                                 |
| September 1970 – Februar 1979 | Amazing Science Fiction Stories                                 |
| Mai 1979 – August 1980        | Amazing Stories                                                 |
| November 1980 – November 1984 | Amazing Science Fiction Stories Combined with Fantastic         |
| Januar 1985 – März 1985       | Amazing Science Fiction Stories Combined with Fantastic Stories |
| Mai 1985 – Januar 1986        | Amazing Science Fiction Stories                                 |
| seit März 1986                | Amazing Stories                                                 |